# Mykhajlo Levitsky
Mykhajlo Levitsky (Pokucie, 16 de agosto de 1774 - Univ, 14 de janeiro de 1858) foi um cardeal do século XIX.

## Biografia
Nasceu em Pokucie em 16 de agosto de 1774, uma região na fronteira entre Bucovina e Galitzia (atual Ucrânia), Império Austríaco. De uma família da pequena nobreza. Filho do pároco de rito ucraniano Stefan Lewicki. Seu primeiro nome também está listado como Michajl; como Mykhajlo; como Mykhailo; como Michał e como Михaйjiо; e seu sobrenome como Levytsky; como Lewickij; como Levytskyi; como Lewichi; e como Левицъкий.
Estudou em Lviv (filosofia e teologia); e mais tarde, em Viena.
Ordenado em 1798. Professor de teologia pastoral, Universidade de Lviv, 1800. Cônego do capítulo da catedral de Lviv, 1808. Cônego do capítulo da catedral de Lodz a partir de 1808.
Eleito bispo de Przemyśl dos rutenos, 20 de setembro de 1813. Consagrada, 20 de setembro de 1813, catedral de São Jorge, Lviv, por Antoni Angelowicz, arcebispo de Lviv dos rutenos, auxiliado por Jan Jakub Szymonowicz, arcebispo de Lviv dos armênios (o segundo co-consagrador não é conhecido). Promovido à sé metropolitana de Lviv, Halicz e Kamieniec dos rutenos, em 8 de março de 1816; recebeu o pálio naquele mesmo dia; tomou posse da sé em maio de 1818. Nomeado primaz da Galizia e Lodomeria em 17 de junho de 1848. Com a saúde debilitada, foi residir no mosteiro ( lavra ) da Univ, na região de Lemberg, que até então era sua residência de verão; e delegou o governo da arquidiocese.
Criado cardeal sacerdote no consistório de 16 de junho de 1856; recebeu o barrete vermelho do delegado apostólico no mosteiro da Univ; morreu antes de ir a Roma para receber o chapéu vermelho e o título.
Morreu no Mosteiro da Univ em 14 de janeiro de 1858. Enterrado no mosteiro de Univ, segundo seu testamento.